# 카토바족
카토바족(Catawba people)은 이사(Issa) 또는 에소(Esaw) 등으로 알려져 있으만, 가장 보편적인 명칭은 이스와(Iswa)이다. 연방 정부 공인을 받은 인디언이며, 카토바 인디언 내이션(Catawba Indian Nation)으로 알려져 있다.
그들은 락힐시 근처 노스캐롤라이나주와 사우스캐롤라이나주 경계를 따라서 미국 남동부에서 살고 있었다. 카토바족은 한때 남동부 수족어를 말하는 부족 가운데 가장 강력한 부족 가운데 하나로 간주했었다. 카토바와 기타 수어를 말하는 부족은 남동부에서 별개 부족들 연합으로 믿었다.
주로 농업에 종사했으며, 카토바족은 초기 식민지 개척민들에게 우호적이었다. 그들은 다른 언어 인디언 부족과 거의 지속적인 전쟁을 벌였다. 특히 방대한 오하이 계곡 지배권(오늘날 웨스트버지니아 지역)을 두고 이로쿼이어족, 알곤킨어족의 쇼니족, 델라웨어족, 그리고 이로쿼이 체로키족들과 싸웠다.
그들은 또한 미국 독립 전쟁에서 식민지 개척민들과 협력해서 영국군과 싸웠다. 이전 천연두와 같은 전염병과 부족의 전투 또는 사회 붕괴로 말미암아 많은 사람이 죽었기 때문에 카토바족은 18, 19세기에 들어와 수적으로 엄청나게 쇠퇴했다. 1840년 부족민들은 미국 승인을 받지 않아 자동으로 무효가 된 조약으로 그들 고향을 양도할 수 밖에 없었다.
1959년 연방 정부가 종료되었기 때문에, 카토바 인디언 내이션은 재조직했으며, 1973년 연방정부 공인을 취득하기 위한 투쟁을 벌여서, 1993년에 5,000만 달러 정착금과 함께 오랫동안 영토권을 주장해온 사우스 캐롤라이나 연방정부 공인을 받게 되었다. 그 본부는 사우스 캐롤라이나 락힐에 소재하고 있다.
2006년을 기준으로 카토바국의 카토바족 인구는 2600명으로 증가하였으며, 대부분 사우스캐롤라이나에 있고, 소수 집단이 오클라호마, 콜로라도 그리고 기타 지역에 거주하고 있다. 카토바 주립 보호구역은 사우스캐롤라이나 요크 카운티에 있으며, 1990년을 기준으로 124명 있다. 카토바어는 현재 복원 중에 있으며, 수 어족 계열이다.